# Quercus × bebbiana
Quercus × bebbiana (o Quercus bebbiana), és un híbrid natural de Quercus alba i Quercus macrocarpa i que pertany a la família de les fagàcies i està dins de la secció dels roures blancs.

## Descripció
Quercus × bebbiana és un arbre que arriba als 15 m i que està disponible en vivers especialitzats, les seves glans són prou dolces per ser agradables per als humans.

## Distribució
Quercus × bebbiana és un híbrid natural de Quercus alba i Quercus macrocarpa. Es produeix aquest híbrid quan se superposen les àrees de distribució de Quercus alba i Quercus macrocarpaa l'est dels Estats Units i a l'est del Canadà.

## Taxonomia
Quercus × bebbiana va ser descrita per Camillo Karl Schneider i publicat a Illustriertes Handbuch der Laubholzkunde 1(2): 201–202, a l'any 1904.
Etimologia
Quercus: Nom genèric del llatí que designava igualment al roure i a l'alzina.
x bebbiana: epítet atorgat al botànic d'Illinois (Estats Units) Michael Schuck Bebb (1833–1895), especialitzat en salzes (Salix).